# 罗韦雷韦罗内塞
罗韦雷韦罗内塞（義大利語：Roveré Veronese），是意大利威尼托大区维罗纳省的一个市镇。总面积36.48平方公里，人口2192人，人口密度60.1人/平方公里（2009年）。国家统计（ISTAT）代码为023067。